# Гергард Юнак
Гергард Юнак (нім. Gerhard Junack; 22 серпня 1909, Берлін — 1 травня 1977) — німецький військовий інженер, капітан-лейтенант-інженер крігсмаріне, капітан-цур-зее бундесмаріне (1962).

## Біографія
В 1915/27 роках навчався в школі, після чого пройшов однорічне стажування в берлінській фірмі Siemens-Schuckertwerke. В 1928/32 роках навчався в Берлінському вищому технічному училищі, де здобув диплом інженера. В 1933 році вступив на флот. Під час Другої світової війни служив інженером центрального машинного залу лінкора «Бісмарк». Після загибелі корабля був врятований екіпажом британського важкого крейсера «Дорсетшир» і взятий в полон. В 1946 році звільнений. В 1947/56 роках — головний інженер фірми-виробника сталевих конструкцій в Гамбурзі. В 1956 році повернувся на флот, працював у сфері ремонту кораблів в Кілі. В січні 1966 року вийшов у відставку, остання посада — начальник логістичного штабу у Вільгельмсгафені.

## Нагороди
- Медаль «За вислугу років у Вермахті» 4-го класу (4 роки)
- Орден «За заслуги перед Федеративною Республікою Німеччина», офіцерський хрест (22 березня 1966)